# Bronwyn James
Bronwyn James (ur. 24 lipca 1994 w Wakefield, Anglia) – brytyjska aktorka.

## Życiorys
W 2015 ukończyła Academy of Live and Recorded Arts w Wandsworth, uzyskując tytuł licencjata sztuk aktorskich. W tym samym roku zadebiutowała jako zawodowa aktorka, wcielając się w rolę Shirley w sztuce teatralnej Martina McDonagha pt. Kaci.
W 2022 roku została obsadzona w roli ShenShen, przyjaciółki Glindy, w filmowej adaptacji musicalu Stephena Schwartza Wicked. W styczniu 2024 roku ogłoszono, że zagra Szpadkę Eugenię Thorston w aktorskiej adaptacji Jak wytresować smoka, której premiera odbędzie się 13 czerwca 2025 roku.

## Życie prywatne
W 2023 roku Bronwyn wzięła ślub z Katherine-Alice Grasham.

## Filmografia

### Filmy
- 2016: Kaci jako Shirley
- 2017: Apostasy jako Chloe
- 2018: Peterloo
- 2020: Cindy jako Cindy
- 2021: The Dig jako Ellen McKenzie
  - The Colour Room jako Betty
- 2023: The Palace jako Magnolia
- 2024: Wicked jako Shenshen
- 2025: Jak wytresować smoka jako Szpadka Eugenia Thorston
  - Wicked: For Good jako Shenshen[8]